# Faxian
 (juin 2017).
Si vous disposez d'ouvrages ou d'articles de référence ou si vous connaissez des sites web de qualité traitant du thème abordé ici, merci de compléter l'article en donnant les références utiles à sa vérifiabilité et en les liant à la section « Notes et références ».

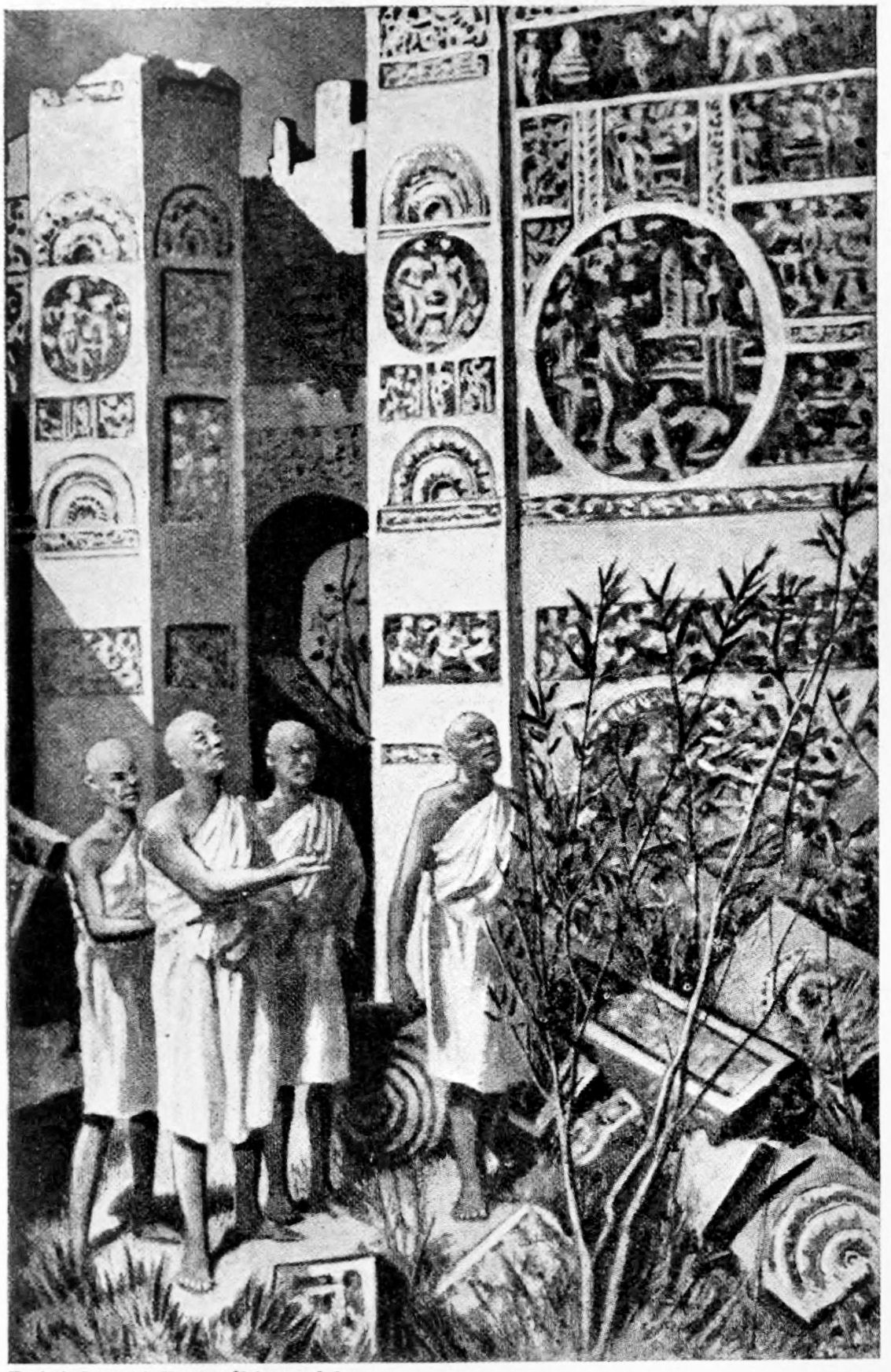
Faxian visitant les ruines du palais d'Ashoka

Faxian ou Fa-Hsien (chinois simplifié : 法显 ; chinois traditionnel : 法顯 ; pinyin : Fǎxiǎn, vers 337-422) est un moine bouddhiste chinois, pèlerin et auteur d'une des premières et précieuses descriptions de l'Inde. 

## Biographie
Faxian entame son pèlerinage indien (399-414) en quittant Xi'an, alors capitale des Jin postérieurs, passe la Grande Muraille et traverse le désert de Gobi. Arrivé à Khotan, il est le témoin d'une grande fête bouddhiste. Là, comme à Yarkand, en Afghanistan et dans d'autres terres qui deviendront 200 ans plus tard exclusivement musulmanes, Faxian découvre un bouddhisme florissant. Il atteint enfin en 402, l'Inde proprement dite et passe les dix années qui suivent sur la terre natale du bouddhisme, faisant quelques voyages à Peshawar et en Afghanistan (en particulier dans la région de Kaboul) et dans la vallée de Gange.
Son but est la visite des hauts lieux de la vie du Bouddha Shākyamouni, la copie des textes bouddhiques et l'échange avec les moines et les sages bouddhistes que la contre-réforme hindouiste n'a pas encore rejetés hors de l'Inde. Il fait la description de plusieurs sites puis son texte s'écarte des considérations historiques et géographiques pour devenir plus mystique et théologique. 
Du delta du Gange, il s'embarque pour Ceylan, qu'il atteint au bout de 14 jours de navigation. Dans l'île, il fait la transcription de tous les livres sacrés inconnus en Chine qui tombent entre ses mains et assiste à la Perahera de Kandy, la fête en l'honneur de la dent de Bouddha. Il témoigne aussi de la présence de commerçants arabes dans l'île, deux siècles avant Mahomet.
En 413, Faxian retourne en Chine par mer, changeant de navire dans un port de l'île de Java (dans l'actuelle Indonésie) et échappe de peu à un naufrage.
Sa relation de voyage montre la force et la prépondérance du bouddhisme en Asie centrale et en Inde au temps de l'effondrement de l'Empire romain. Ses descriptions sont soigneuses et précises, permettant de retrouver la quasi-totalité des lieux décrits (voir Lumbinî).

### Traductions
- Foé Koué Ki, ou Relations des royaumes bouddhiques : voyage dans la Tartarie, dans l'Afghanistan et dans l'Inde, exécuté, à la fin du IVe siècle par Chy Fa Hian, traduit du chinois et commenté par Abel Rémusat. Ouvrage posthume. Revu, complété et augmenté d'éclaircissements nouveaux par MM. Klaproth et Landresse, Imprimerie Royale, Paris, 1836. (佛國記).en ligne
- Fa-hsien, Legge, James (trans.) : A record of Buddhistic kingdoms; being an account by the Chinese monk Fâ-Hien of his travels in India and Ceylon, A.D. 399-414, in search of the Buddhist books of discipline. Translated and annotated with a Corean recension of the Chinese text, Oxford Clarendon Press (1886) Internet Archive Digitalisat (PDF-Datei; 675 kB) e-book
- Herbert, A. Giles (trans.) : Record of the Buddhistic Kingdoms By Fa Hien, Trübner & Co., London 1877. Internet Archive
- Faxian, Mémoire sur les pays bouddhistes, texte établi, traduit et annoté par Jean-Pierre Drège, Paris, Les Belles Lettres, « Histoire », 2013

### Études
- Paul Lévy, Les pèlerins chinois en Inde, in René de Berval, Présence du Bouddhisme, Gallimard, 1987, p. 279-368
- Dominique Lelièvre, Voyageurs chinois à la découverte du monde, Olizane, 2004
- André Lévy, Les pèlerins bouddhistes, Jean-Claude Lattès, 1995